# Hans Lothar von Schweinitz
Hans Lothar von Schweinitz (né le 30 décembre 1822 à Klein Krichen dans l'arrondissement de Lüben - mort le 23 juin 1901 à Cassel) est un militaire et un diplomate prussien. 

## Famille
Von Schweinitz est le fils du propriétaire et directeur de l'académie de chevalerie de Liegnitz Heinrich von Schweinitz (de) (1796–1872). Élevé au château paternel par un précepteur, von Schweinitz part faire ses études à Breslau à l'âge de quatorze ans où il obtient le baccalauréat au lycée Sainte-Marie-Madeleine de Breslau. Le 18 octobre 1872, il épouse Anna Jay à Londres. Elle est la fille de John Jay II, l'ambassadeur des États-Unis à Vienne, et petite-fille du père fondateur John Jay. Le couple a six fils et deux filles.
Sa fille Eleonore von Schweinitz (1875–1948) épouse le ministre August von Trott zu Solz (1855–1938) en 1901. Son plus vieux fils Wilhelm von Schweinitz (1873–1932), soldat jusqu'en 1918 et attaché militaire à Rome et à La Haye, est marié à Victoria, la fille du ministre prussien August zu Eulenburg.

## Carrière militaire et diplomatique
En 1840, Schweinitz entre au 1er régiment à pied de la Garde à Potsdam. Après la publication de ses écrits Die Armeen des westlichen Europa et Die Geschichte des Ordens vom Goldenen Vließ, il est nommé en tant qu'adjudant au commandement supérieur des troupes fédérales allemandes à Francfort-sur-le-Main. En 1857, Schweinitz est adjudant auprès du Kronprinz Frédéric puis est nommé major au sein de l'état-major en 1861 avant d'être envoyé comme attaché militaire à Vienne. En 1863, il revient à la cour et prend part à la Guerre des Duchés.
En 1865, Schweinitz est nommé aide de camp du roi et agent militaire à Saint-Pétersbourg. Quatre ans plus tard, il est envoyé de la Confédération d'Allemagne du Nord à Vienne et promu général de division. C'est là qu'on lui confie la mission en 1870 d'empêcher tout rapprochement de l'Autriche avec la France pendant la Guerre franco-allemande. En 1869, il est nommé ambassadeur à Vienne et dans le même temps lieutenant-général. En 1876, il est nommé avec les mêmes prérogatives à Saint-Pétersbourg. Promu général d'infanterie en 1884, il prend sa retraite en 1892.